# 奧康尼縣 (南卡羅萊納州)
奧康尼县（英語：Oconee County）是美國南卡羅萊納州西北角的一個縣，南、西界喬治亞州，北界北卡羅萊納州。面積1,745平方公里。根據美國2000年人口普查，共有人口66,215人。縣治沃爾哈拉。
成立於1868年。縣名有多種說法，其中一種來自切羅基語，意思是「水傍的陸地」。